# Eckmühl

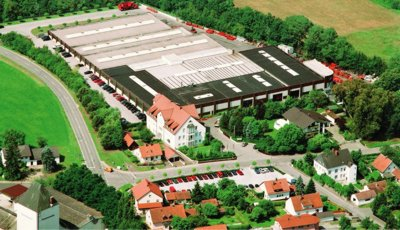
Vy över del av Eggmühl, 1996.

Eckmühl (officiellt, på tyska, Eggmühl) är en ort i delstaten Bayern i Tyskland och är belägen tjugo kilometer sydost om Regensburg. Den tillhör köpingen Schierling sedan 1978. Orten är mest känd för slaget vid Eckmühl, som ägde rum där den 22 april 1809. Då besegrade Frankrike under Napoleon I en österrikisk styrka ledd av ärkehertig Karl.